# Offshore Windpark Egmond aan Zee

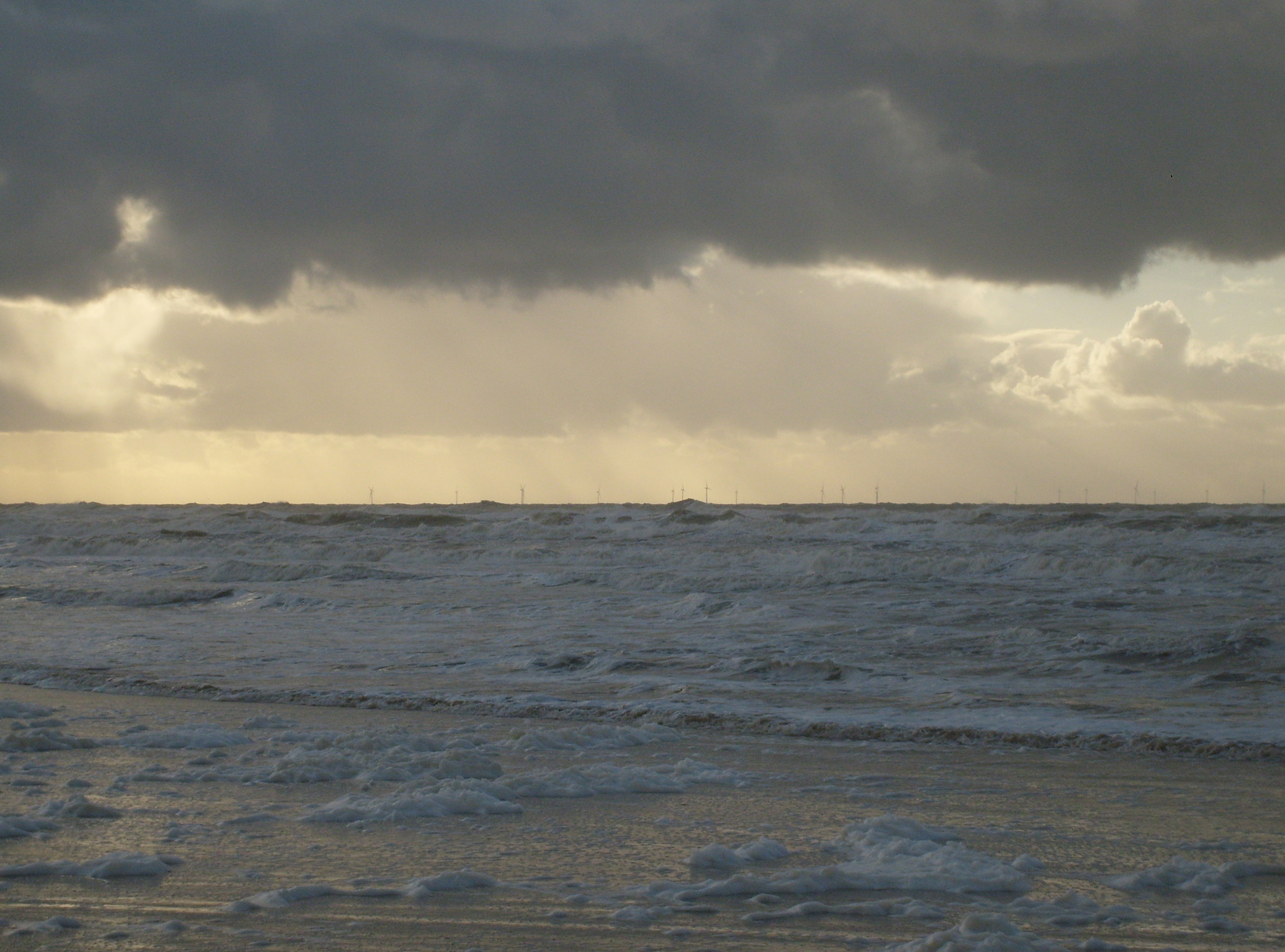
Foto vanaf het strand bij Bergen aan Zee.

Het Offshore Windpark Egmond aan Zee (OWEZ), ook bekend onder de consortiumnaam NoordzeeWind, is een offshore windmolenpark in de Noordzee. Het windmolenpark ligt 10 kilometer van de kust van Egmond aan Zee ten oosten van het Prinses Amaliawindpark en ten noordoosten van het windmolenpark Eneco Luchterduinen. Als eerste grote windpark dat voor de Nederlandse kust is gebouwd werd het opgeleverd in 2007. Het windpark zou twintig jaar in gebruik blijven, in 2025 is dit na een technische en ecologische evaluatie verlengd met 5 jaar tot en met 2031. Bij helder weer zijn de molens goed  zichtbaar vanaf de kust.
Het park beslaat zo’n 27 km². Er staan zesendertig windturbines opgesteld met ieder een vermogen van drie megawatt. Samen leveren zij een hoeveelheid duurzame elektriciteit die voldoende is voor meer dan 100.000 huishoudens. Er bevindt zich ook een meteomast in het park.

## Ontwikkeling
In 2001 begon de Nederlandse overheid een tenderprocedure. Hierop hebben oliemaatschappij Shell energieleverancier Nuon onder de naam 'NoordzeeWind' een gezamenlijk plan ingediend. NoordzeeWind kon in juli 2002 een concessie-overeenkomst met de overheid ondertekenen voor de realisatie van het park.
In de daarop volgende jaren is het park verder ontwikkeld. Hierbij zijn de benodigde vergunningen verworven en werden bodemonderzoeken en windmetingen verricht. In 2005 werden de definitieve contracten tussen Nuon en Shell afgesloten. Op 18 april 2007 is het park in bedrijf gesteld door prins Willem-Alexander. Sinds 2021 is Shell de enige eigenaar van Offshore Windpark Egmond aan Zee.  De overnamesom is niet bekend gemaakt.

## Financiering
Met het project was een investering van ruim € 200 miljoen gemoeid. De Nederlandse overheid ondersteunde de realisatie via de regeling Milieukwaliteit ElektriciteitsProductie (MEP) en een investeringssubsidie volgens het Kooldioxide reductieplan van het ministerie van Economische Zaken. Ook was de fiscale energie-investeringsaftrek- oftewel EIA-regeling van toepassing.